# 松峻
松峻（1783年—1842年），字芸樵、蕓樵，号翰生，瓜尔佳氏，满洲正黄旗人。清朝官员。

## 生平
嘉庆戊寅恩科舉人，己卯恩科進士。嘉庆二十四年选翰林院庶吉士；道光九年任春事坊左庶子、日讲起居注官、顺天乡试同考官，十三年任翰林院侍讲、侍读，十五年任詹事府少詹事、詹事，十七年任内阁学士兼礼部侍郎、满洲翻译乡试副考官，十八年任正黄旗蒙古副都统、盛京刑部右侍郎、工部右侍郎、镶红旗汉军副都统，十九年任正白旗满洲副都统、镶白旗护军统领、左翼监督，二十年任总管内务府大臣，二十二年因病解任。